# Драцена Голди
Драцена Голди (лат. Dracaena goldieana) — вид растений рода Драцена (Dracaena) семейства Спаржевые (Asparagaceae), произрастающий на территории Центральной Африки.

## Название
Научное название рода, Dracaena, в переводе означает «самка дракона». В современной литературе в качестве русского названия рода используется слово «драцена», ранее (например, в «Энциклопедическом словаре Брокгауза и Ефрона») род называли «драконник». У Владимира Даля в его «Толковом словаре» в качестве называния рода Dracaena приводится слово «драконка».
Видовой эпитет goldieana дан в честь преподобного Хью Голди (Hugh Goldie), который помимо миссионерской деятельности являлся собирателем дикорастущей флоры Западной Африки и направил экземпляр растения в 1870 году в Эдинбургский ботанический сад.

## Ботаническое описание

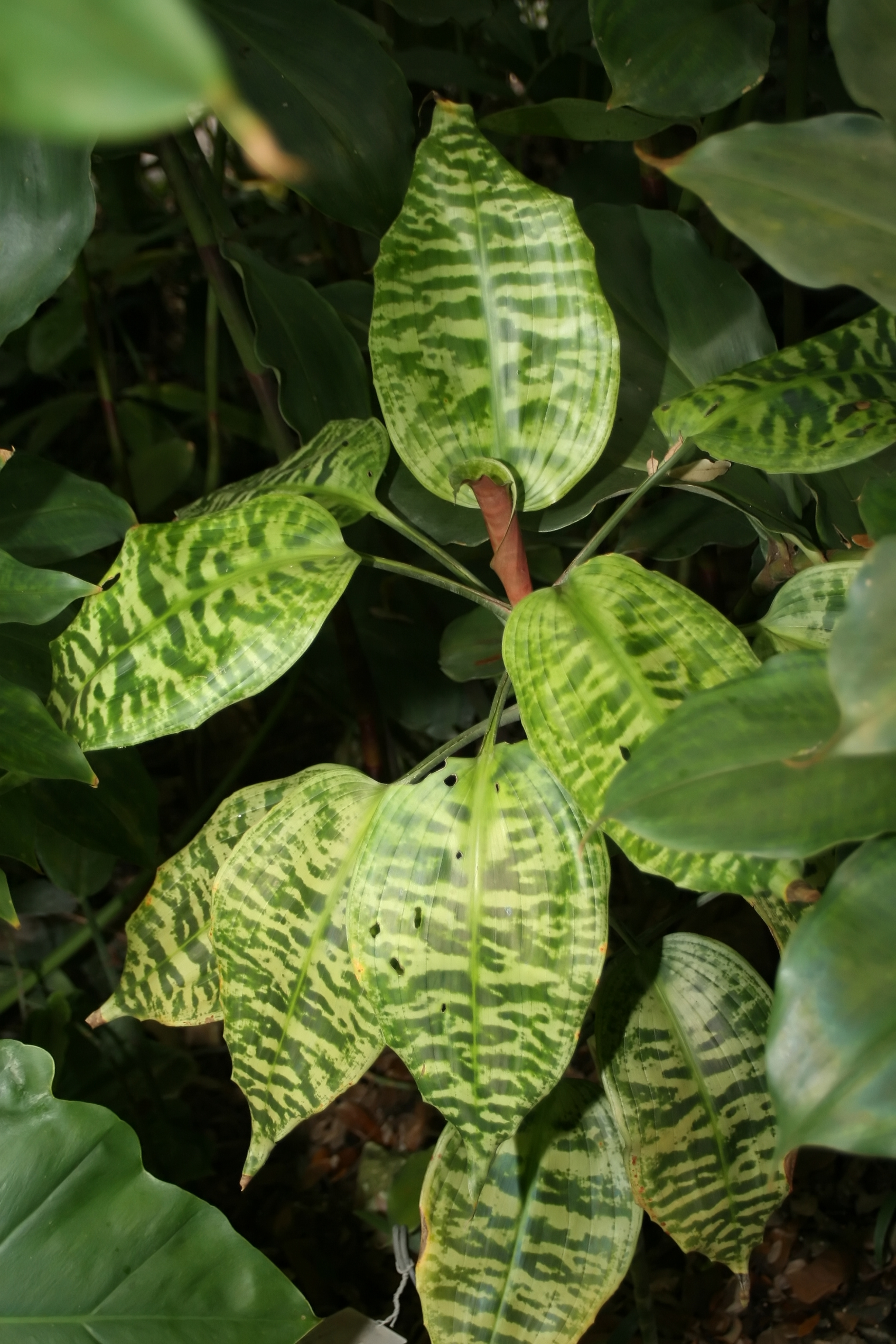
Образец в «Тропическом ботаническом саду Фэйрчайлд» (Fairchild Tropical Botanic Garden) во Флориде, США

Прямостоячий куст имеет высоту от 30 до 60 см, со стеблем диаметром до 1 см, покрытым листьями по всей длине. Листья яйцевидной формы, длиной от 18 до 30 см, шириной от 4,5 до 6,5 см, с округлым основанием, переходящим в черешок длиной 3-7 см и заостренной верхушкой с нитевидной опушкой длиной 3-5 мм. Адаксиальная поверхность листьев имеет темно-зеленый цвет с серыми поперечными полосами, в то время как абаксиальная поверхность однотонная.
Соцветие верхушечное, наклонное или отчетливо поникающее. Цветки сидячие, длиной от 25 до 30 мм.

## Распространение
Природный ареал охватывает Камерун, Экваториальную Гвинею, Габон, Нигерию и Заир (ныне Демократическая Республика Конго). Оно также было интродуцировано в Тринидад и Тобаго. Основными местами роста являются влажные тропические биомы.

## Таксономия
Dracaena goldieana Bullen ex Mast. & T.Moore, первое упоминание в Gard. Chron. 1872: 1232 (1872).

### Синонимы
Гомотипные (основанные на одном и том же номенклатурном типе):
- Draco goldieana (Bullen ex Mast. & T.Moore) Kuntze (1891)
- Pleomele goldieana (Bullen ex Mast. & T.Moore) N.E.Br. (1914)